# Revolutionary Road (livro)
Revolutionary Road (Brasil: Foi apenas um Sonho: Rua da Revolução / Portugal: Revolutionary Road) é o primeiro romance do escritor norte-americano Richard Yates. Publicado originalmente em 31 de dezembro de 1961 pela editora Little, Brown and Company, o livro recebeu elogios da crítica, chegando a ser indicado ao prêmio National Book Award de 1962. Apesar disso, a obra nunca se tornou amplamente conhecida por leitores de massa, bem como os outros trabalhos de Yates.
Sua história retrata a vida de um casal de classe média, Frank e April Wheeler. Ambientada num subúrbio na década de 50, a trama mostra a lenta e progressiva frustração que acomete os dois, conforme veem suas vidas passarem sem que realizem seus sonhos. A obra aborda temas como desilusão, medo e a sensação de sufocamento causada pela vida familiar em meio ao estilo de vida norte-americano pregado como "ideal" na época. A escrita de Yates é simples e tradicional, o que torna Revolutionary Road um livro de fácil legibilidade.
Em 2005, a revista norte-americana TIME o incluiu em sua lista dos cem maiores livros publicados originalmente em inglês de 1923 até a referida data. Sua adaptação cinematográfica homônima foi lançada em 2008, dirigida por Sam Mendes e protagonizada por Leonardo DiCaprio e Kate Winslet. O filme recebeu opiniões favoráveis de especialistas, e teve um bom desempenho de bilheteria.

## Enredo
Durante os anos 50, April e Frank Wheeler formam um casal aparentemente feliz, que vive com os dois filhos em um subúrbio de Connecticut nos Estados Unidos. April é uma dona de casa que abandonou o sonho de ser atriz, enquanto Frank tem um emprego bem remunerado, mas tedioso. Assim, o casal não sabe se vai atrás de seus verdadeiros desejos ou enfrenta o peso do conformismo. Uma história emocionante, bem elogiada pelos críticos e tendo um filme de grande sucesso.

## Publicação
Revolutionary Road foi lançado em 31 de dezembro de 1961 pela editora Little, Brown and Company. Apesar de ter sido bem recebido por críticos literários, o livro não obteve muita atenção do grande público de imediato. Assim como outros trabalhos de Yates, por várias vezes ele esteve fora de catálogo nos Estados Unidos, e aparentemente caiu no esquecimento junto aos leitores de massa. Entretanto, o livro foi acolhido por escritores e intelectuais norte-americanos, tornando-se uma espécie de obra cult nesse meio.
Décadas após seu lançamento, muitos críticos classificavam o livro como "sombrio", por conta do retrato que este faz da visão e do estilo de vida dos norte-americanos nos subúrbios. Trata-se também da obra mais conhecida e aclamada de Yates — que, apesar de ter escrito outros seis romances, além de alguns contos, nunca conseguiu emular o impacto de seu primeiro livro novamente. Em 2005, a revista norte-americana TIME o incluiu em sua lista dos cem maiores livros publicados originalmente em inglês de 1923 até a referida data.
Revolutionary Road foi lançado no Brasil em 2009 sob o título Foi apenas um Sonho: Rua da Revolução pela Alfaguara (um selo da editora Objetiva). Em Portugal, a Editora Civilização o publicou com o título original, também em 2009.

## Gênero e estilo
Revolutionary Road não apresenta revoluções no que tange ao estilo; a escrita de Yates está longe de ser pretensiosa ou espalhafatosa, e, ao invés disso, é tradicional, se aproximando daquela vista nos trabalhos do russo Anton Chekhov ou do norte-americano F. Scott Fitzgerald. Trata-se de um romance com escrita simples, de grande acessibilidade, podendo ser classificado dentro de diferentes gêneros literários — entre eles o naturalismo, o realismo e a sátira social, por exemplo.

## Temas
"Se o meu trabalho tem um tema, eu suspeito que ele seja simples: a de que a maioria dos seres humanos é inevitavelmente sozinha, e é aí que reside a sua tragédia".

Richard Yates, escritor de Revolutionary Road.
Revolutionary Road apresenta o estilo de vida idealizado dos subúrbios na década de 50, com personagens em conflito consigo mesmos por não saberem quem realmente são. O livro, tal como uma tragédia grega, gira em torno das falhas morais de suas personagens centrais. Ele apresenta os sonhos e aspirações de norte-americanos comuns, retratando sentimentos como o medo e a solidão. Outros temas incluem desesperança, o fim do amor e a sensação de sufocamento por causa da vida familiar.

## Adaptação cinematográfica
Enquanto vivo, Yates estava cético em relação a uma adaptação cinematográfica de sua obra. Após a publicação do livro, alguns produtores até manifestaram interesse nele, mas naquela época Hollywood achava que o público frequentador de cinema não estava pronto para uma história como a de Revolutionary Road. David Thompson, da BBC Films, adquiriu os direitos de produção do romance somente em 2007, com os direitos de distribuição mundial atribuídos à Paramount Pictures.
A atriz britânica Kate Winslet retrata April, enquanto o ator norte-americano Leonardo DiCaprio interpreta Frank; a direção do longa-metragem foi feita pelo então marido de Winslet, Sam Mendes. Algumas locações envolveram locais reais, como Darien, no estado de Connecticut, onde foram gravadas as cenas da residência da família Wheeler. O roteirista Justin Haythe tentou se manter fiel ao material original; ainda que tenham sido feitas algumas modificações na história, Mendes afirmou que "o resultado [final] é menos literal, mas mais no espírito do livro".
Lançado mundialmente em 23 de janeiro de 2009 a um custo de 35 milhões de dólares, Revolutionary Road teve um bom desempenho nas bilheterias, rendendo pouco mais de 75 milhões. O longa-metragem recebeu críticas positivas dos especialistas: ele detém uma aprovação de 68% no agregador de revisões Rotten Tomatoes, enquanto o site Metacritic lhe atribui uma nota 69 em 100 (indicando "opiniões geralmente favoráveis"). Winslet e DiCaprio, bem como vários membros da produção do filme, receberam diversas indicações a importantes prêmios da indústria — incluindo o Oscar, o BAFTA e o Globo de Ouro, entre outros.